# Gehetzte Frauen
Gehetzte Frauen ist ein deutsches Stummfilmdrama von 1927 mit Asta Nielsen in der Hauptrolle.

## Handlung
Die alternde Sängerin Clarina erhält ein neues Engagement von einem Kabarett, genannt das Maison Mouche. Clarina hat eine bereits volljährige Tochter namens Angelika, die dort gleichfalls dort auftreten soll. Der Oberkellner des Etablissements holt Clarina von der Bahn ab und geleitet sie zu ihrer Unterkunft bei einem Schuster namens Kruk. Dieser ist Alkoholiker und hat ein Auge auf Angelika geworfen. Kaum nach dem ersten Auftritt heimgekommen, wird der Schuster übergriffig und dringt in Angelikas Zimmer ein, um sie zu vergewaltigen. Angelika wehrt sich heftig. Clarina, von dem Kerl ebenfalls bedrängt, greift ein, um den Angreifer von ihrer Tochter und sich abzuwehren. Schließlich greift Clarina zu einem Messer und sticht den Gewalttäter nieder. Kruk stirbt. Clarina und Angelika kehren, unter Schock stehend, ins Kabarett zurück. Hier verlangt der Betreiber Wladimir, dass Clarina ein Lied vorträgt. Sie bündelt noch einmal alle Kräfte, bricht dann aber inmitten des Vortrages auf der Bühne zusammen. Die in der Garderobe wartende Angelika, beunruhigt durch das lange Fernbleiben ihrer Mutter, eilt in den Saal, um nach ihr zu sehen.
Auch hier ist die junge Frau vor Nachstellungen nicht sicher. Wladimir, wie Kruk ein schmieriger, fetter Mann, zeigt sich nicht minder skrupellos und will Angelika sofort an die Wäsche. Beim Versuch, sich seinen Zudringlichkeiten zu entziehen, flieht sie direkt in die Arme eines jungen, gutaussehenden Mannes, der sich als veritabler Fürst herausstellt: Alexander Radnay. Und er ist auch noch ein Gentleman, denn er hilft Angelika dabei, ihre ohnmächtige Mutter in ein Zimmer in Sicherheit zu bringen. Der gerufene Arzt Dr. Baran gibt sich keinerlei Mühe, der Zusammengebrochenen zu helfen, sondern fokussiert sein Interesse auf das leckere Büfett samt Champagner, das er vor Ort entdeckt. Daraufhin nimmt der Fürst die Dinge selbst in die Hand und gewährt den beiden Frauen in seinem luxuriösen Anwesen Unterschlupf und Schutz. Die Fürstenmutter Natalie ist jedoch vehement gegen den Einzug der Neuankömmlinge, obwohl sie selbst in zweifelhaften Verhältnissen mit Männern – neben dem Kammerdiener vor allem der Graf Korvin –, von denen keiner ihr Ehemann ist, lebt. Zunächst kann sich ihr Sohn mit seinem Ansinnen und seiner Hilfsbereitschaft durchsetzen.
Der gräfliche Liebhaber, ganz Diener seiner Herrin, unternimmt nun seinerseits Schritte, um den beiden Neuankömmlingen die Zeit im Palast zu vergällen: Am nächsten Tag erhalten die übrigen Mitglieder der Kleinkunstbühne eine Einladung auf das Schloss. Clarina hört die gespielte Musik und den Gesang und verlässt ihr Zimmer, um zu sehen, woher die Töne kommen. Sie sieht das Treiben und erkennt ihre Kollegen. Als die Fürstin sie erblickt, wirft sie Clarina voller Verachtung Geldscheine ins Gesicht und fordert sie auf, ein Lied vorzutragen. Die geschundene Frau hat jetzt genug, sie will sich nicht länger demütigen lassen und verlässt heimlich das Haus. Ihre Tochter, die sie bei Fürst Alexander in guten Händen weiß, lässt sie zurück. Der von seiner Mutter inszenierte Affront führt zu einer scharfen Gegenreaktion seitens des Sohnes, der sich nunmehr mit dem schäbigen Grafen anlegt. Es kommt zu einem Duell mit Korvin, bei dem Fürst Alexander schwer verwundet wird. Kurz vor seinem Tode geht er die Ehe mit Angelika ein. Als Clarina von dem schrecklichen Zwischenfall erfährt, kehrt sie ein letztes Mal in das Domizil der Radnays zurück, aber lediglich, um ihre Tochter von dort fortzuholen und für immer wegzugehen.

## Produktionsnotizen
Gehetzte Frauen, auch unter dem Zweittitel Lebende Ware bekannt, entstand im Efa-Atelier am Zoo in Berlin und wurde von der Erstzensur am 28. Juli 1927 mit Verbot belegt, das nach der Zweitzensur am 2. August 1927 auf ein Jugendverbot reduziert wurde. Bemängelt wurden vor allem die extensiv ausgespielte Vergewaltigungsszene sowie andere Rohheiten in Bild und Tat. Nach der Vornahme von mehreren Schnitten konnte der Streifen am 19. August 1927 im Berliner Primus-Palast uraufgeführt werden. Der Film besaß sieben Akte und war 2447 Meter lang.
Die Filmbauten entwarf Gustav A. Knauer.